# Argentin rali

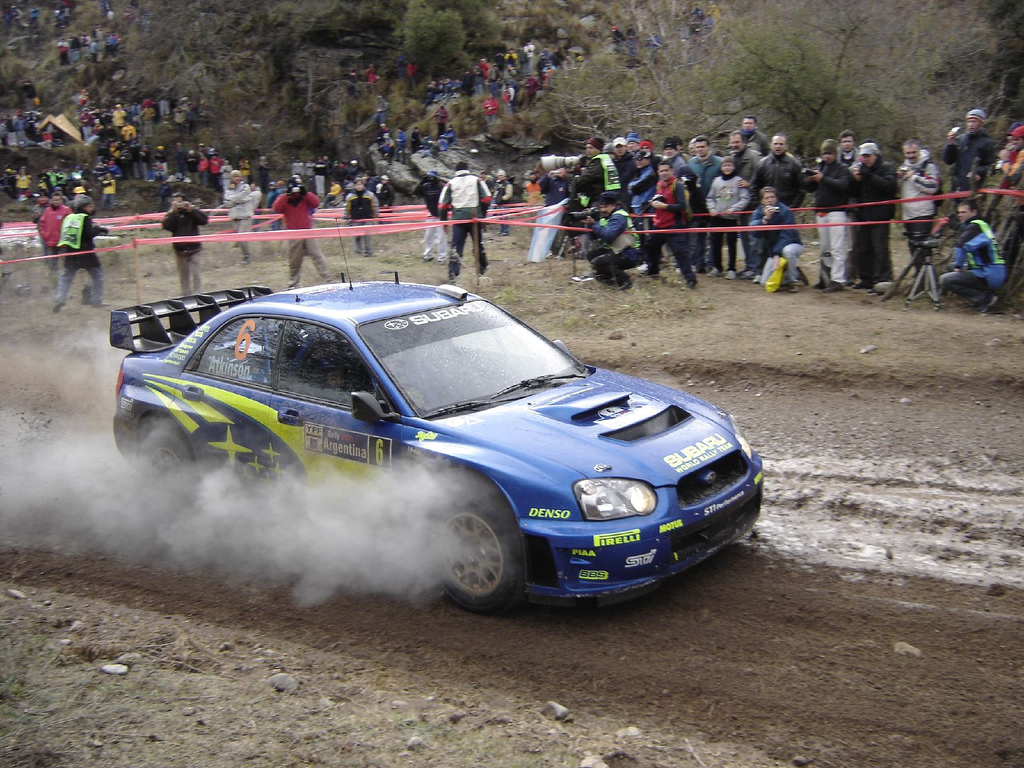
Chris Atkinson 2005-ben

Az Argentin rali (hivatalosan: Rally Argentina) egy raliverseny Argentínában. 1980 óta rendezik, első versenyt a német Walter Röhrl nyerte. 2009-ig része volt a rali-világbajnokságnak. 2010-től az IRC versenyez itt.

## Története
Az első versenyt 1980-ban rendezték, Tucumán tartományban. Ezt Walter Röhrl nyerte. A következő verseny helyszíne is Tucumán volt, ám az 1982-es szezonban a verseny nem volt megrendezve.
1983-ban a pilóták új helyszínen, San Carlos de Bariloche-ban és környékén versenyezhettek. Az összes többi versenyt innentől kezdve itt rendezték meg.
A viadal legsikeresebb versenyzője a számos más rekordot is tartó Sébastien Loeb. Mögötte három győzelemmel áll Tommi Mäkinen és Miki Biasion.

## Győztesek
| Év   | Versenyző       | Navigátor             | Autó                       |
| ---- | --------------- | --------------------- | -------------------------- |
| 2010 | Juho Hänninen   | Mikko Markkula        | Škoda                      |
| 2009 | Sébastien Loeb  | Daniel Elena          | Citroën C4 WRC             |
| 2008 | Sébastien Loeb  | Daniel Elena          | Citroën C4 WRC             |
| 2007 | Sébastien Loeb  | Daniel Elena          | Citroën C4 WRC             |
| 2006 | Sébastien Loeb  | Daniel Elena          | Citroën Xsara WRC          |
| 2005 | Sébastien Loeb  | Daniel Elena          | Citroën Xsara WRC          |
| 2004 | Carlos Sainz    | Marc Martí            | Citroën Xsara WRC          |
| 2003 | Marcus Grönholm | Timo Rautiainen       | Peugeot 206 WRC            |
| 2002 | Carlos Sainz    | Luís Moya             | Ford Focus RS WRC          |
| 2001 | Colin McRae     | Nicky Grist           | Ford Focus RS WRC          |
| 2000 | Richard Burns   | Robert Reid           | Subaru Impreza WRC         |
| 1999 | Juha Kankkunen  | Juha Repo             | Subaru Impreza WRC         |
| 1998 | Tommi Mäkinen   | Risto Mannisenmäki    | Mitsubishi Lancer Evo 5    |
| 1997 | Tommi Mäkinen   | Seppo Harjanne        | Mitsubishi Lancer Evo 4    |
| 1996 | Tommi Mäkinen   | Seppo Harjanne        | Mitsubishi Lancer Evo 3    |
| 1995 | Jorge Recalde   | Martin Christie       | Lancia Delta HF Integrale  |
| 1994 | Didier Auriol   | Bernard Occelli       | Toyota Celica Turbo 4WD    |
| 1993 | Juha Kankkunen  | Nicky Grist           | Toyota Celica Turbo 4WD    |
| 1992 | Didier Auriol   | Bernard Occelli       | Lancia Delta HF Integrale  |
| 1991 | Carlos Sainz    | Luís Moya             | Toyota Celica GT-Four      |
| 1990 | Miki Biasion    | Tiziano Siviero       | Lancia Delta Integrale 16V |
| 1989 | Mikael Ericsson | Claes Billstam        | Lancia Delta Integrale     |
| 1988 | Jorge Recalde   | Jorge del Buono       | Lancia Delta Integrale     |
| 1987 | Miki Biasion    | Tiziano Siviero       | Lancia Delta HF 4WD        |
| 1986 | Miki Biasion    | Tiziano Siviero       | Lancia Delta S4            |
| 1985 | Timo Salonen    | Seppo Harjanne        | Peugeot 205 Turbo 16       |
| 1984 | Stig Blomqvist  | Björn Cederberg       | Audi Quattro A2            |
| 1983 | Hannu Mikkola   | Arne Hertz            | Audi Quattro A2            |
| 1982 | -               | -                     | -                          |
| 1981 | Guy Fréquelin   | Jean Todt             | Talbot Sunbeam Lotus       |
| 1980 | Walter Röhrl    | Christian Geistdörfer | Fiat 131 Abarth            |

### Többszörös győztesek
|   | Versenyző      | Év                           |
| - | -------------- | ---------------------------- |
| 5 | Sébastien Loeb | 2005, 2006, 2007, 2008, 2009 |
| 3 | Miki Biasion   | 1986, 1987, 1990             |
| 3 | Tommi Mäkinen  | 1996, 1997, 1998             |
| 3 | Carlos Sainz   | 1991, 2002, 2004             |
| 2 | Jorge Recalde  | 1988, 1995                   |
| 2 | Didier Auriol  | 1992, 1994                   |
| 2 | Juha Kankkunen | 1993, 1999                   |